# Križišče (drama)
Križišče je drama Petra Božiča. Izšla je leta 1970 pri založbi Obzorja.

## Osebe
- Trgovec
- Starka
- Učiteljica
- Tujec

## Vsebina
Trgovec čaka Učiteljico in Cunjarja, ki ju je bil povabil na obletnico zasutja v kleti. Ko pride starka, trgovec izpove, da je od tedaj drug človek, usvojil da je bil Cunjarjevo metodo: postavil je stojnico z zelenjavo, od katere ima samo izvesek, nič drugega. Toda strank ni, zato je prepričan, da mu je Cunjar nastavil grdo past, in ga smrtno sovraži. Stran odtod ne more, nazaj noče, ker bi spet prišel sem in bil še na slabšem. Ker pa nekaj vendar mora imeti, je postal tisti črnolasi fant, ki ga je ljubila Učiteljica, čeprav je tajila, da je učiteljica. Tisti fant je bil nacistični krvnik, ki mu je Cunjar nastavil detonator, a je namesto njega razneslo skupino šolarjev. Trgovec je pristal na vse, celo na to, da je bil krvnik, samo da je postal ta črnolasi fant, Učiteljico pa je povabil predvsem zato, da mu to potrdi. Potem bo nehal biti napol trgovec, bil bo samo črnolasec in bo lahko našel pot odtod. Starka ugovarja, da laže sam sebi, da se s tem ne bo rešil, toda Trgovec se razjezi, prepove ji sleherni namig na to, da on ne bi bil črnolasec.
Pride Učiteljica. Ko ji trgovec postreže s čajem, je hudo užaljena, ker da je spregledal njenega spremljevalca, črnolasega fanta. Trgovec jo skuša prepričati, da ob njej ni nikogar, a Učiteljica mu očita, da je prav tak kot drugi, tudi on, za katerega je mislila, da jima bo vendar prijatelj, jo grozno žali in ne razume, da ona nekaj mora imeti. Ima črnolasca, ki ne more shajati brez nje.
Trgovcu se njegov svet podira. Prepričati mora Učiteljico, da ni res, kar si ona izmišlja, zato da bo res, kar si izmišlja on. Ke se Učiteljica ogorčeno upira, jo zadavi. S tem je sicer postal črnolasi, a je izgubil njo, torej je bilo vse zaman in brez smisla. Zdaj ga lahko reši le še Cunjar; mora priti in razodeti, kako da je v zaklonišču lahko pohodil podgano, ki je bila nihova edina zveza z zunanjim svetom. Če bi to izvedel, bi bilo vse rešeno.
Pride Tujec in pove, da Cunjarja ne bo, ker ni več Cunjar in na take kraje sploh ne more priti. Če ga hočejo še kdaj videti, morajo sami poiskati kraj, kjer je zdaj. Starka odide za Tujcem, Trgovec pa ne more nikamor, brez Cunjarja ne vidi ne oken ne vrat, niti tega več ne ve, kaj se počne z njimi.